# Active port forwarder
Active port forwarder – narzędzie działające w modelu klient-serwer do bezpiecznego tunelowania połączeń. Dla zwiększenia bezpieczeństwa komunikacji między serwerem a klientem używana jest biblioteka SSL. Początkowo program przesyłał dane pomiędzy dwoma punktami. Jednakże, potrzeba obchodzenia firewalli w celu otrzymania dostępu do komputerów z sieci lokalnych odbiła się znacząco na dalszym rozwoju projektu.
AF został zaprojektowany z myślą o osobach nie posiadających zewnętrznych numerów IP, które chciałyby udostępnić światu jakieś usługi. W tym celu używany jest pośredniczący serwer, który posiada adres IP z puli publicznej. Klienci łączą się właśnie z serwerem pośredniczącym, a dopiero ten przesyła ruch do maszyny docelowej (która z punktu widzenia serwera jest klientem).
Ponadto, biblioteka zlib jest używana do kompresowania przesyłanych danych.
Użycie jednego połączenia dla danych użytkownika/sterujących, wraz z kontrolą przesyłu/buforowaniem pakietów, umożliwia osiągnięcie dobrej wydajności i rozsądnie małych opóźnień.
Afserver nie wymaga do działania uprawnień administratora, nie używa wątków ani innych procesów.